# Wywłócznik

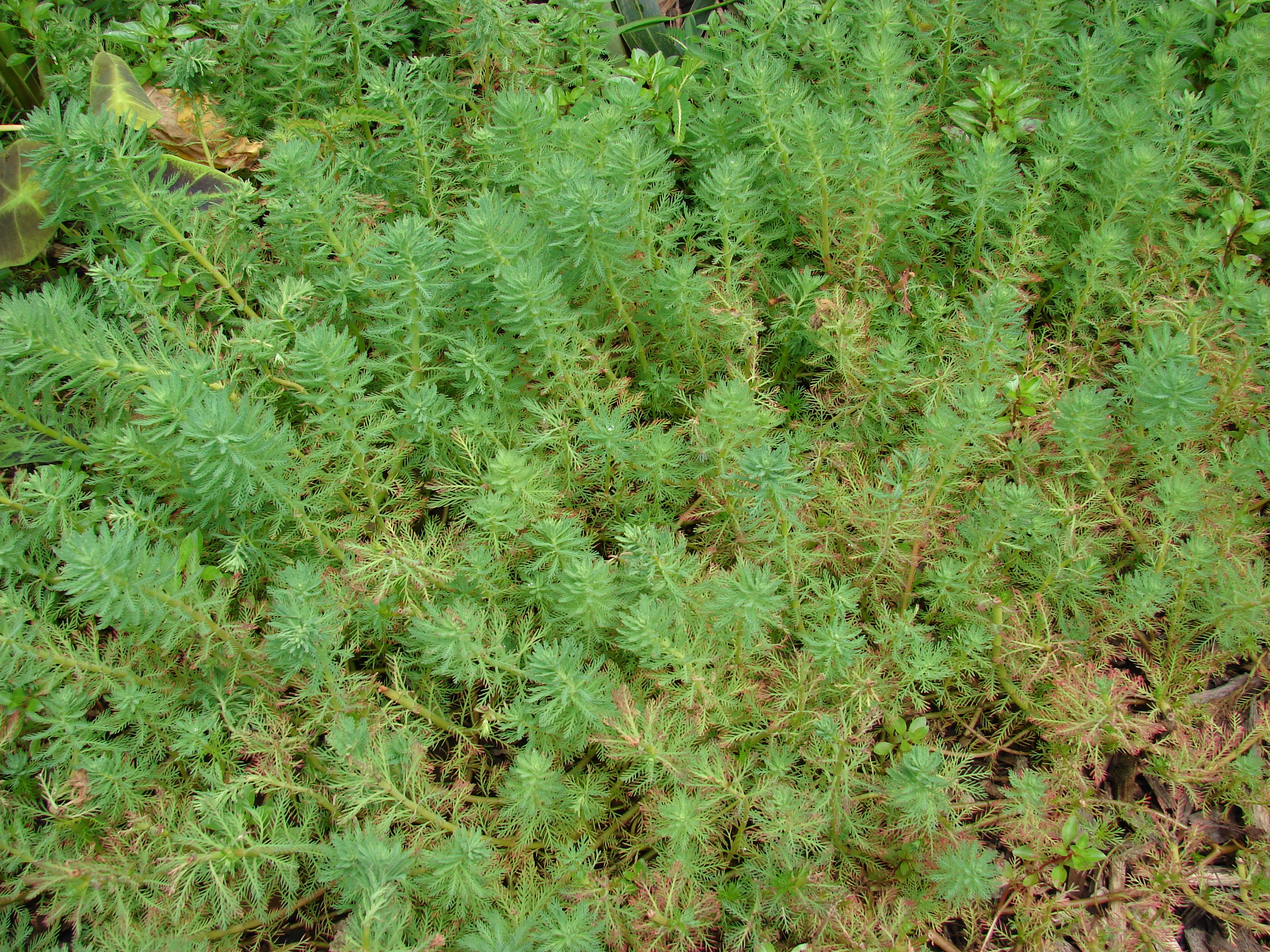
Myriophyllum aquaticum

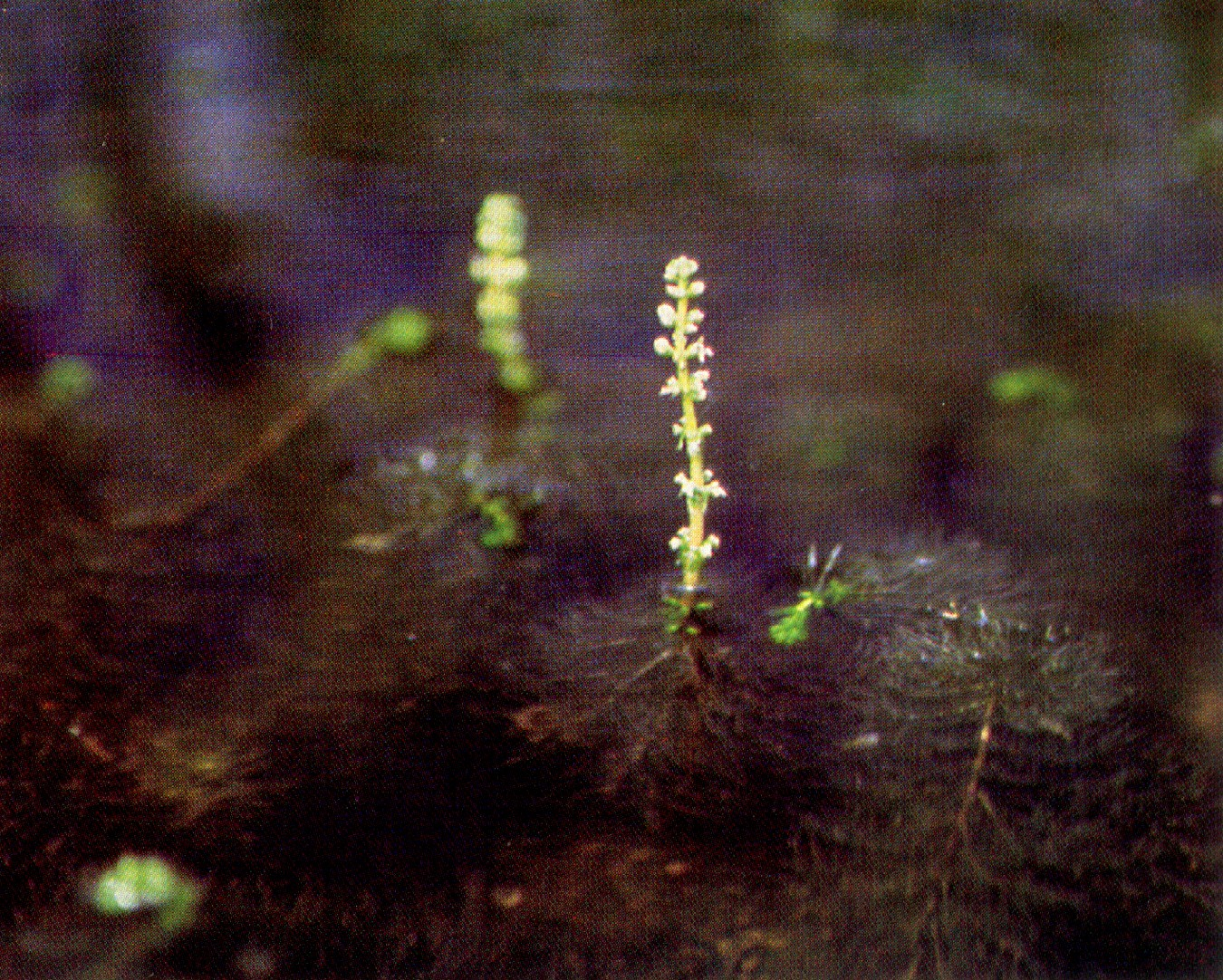
Kwitnący wywłócznik okółkowy

Wywłócznik (Myriophyllum L.) – rodzaj roślin z rodziny wodnikowatych. Obejmuje około 70 gatunków występujących w wodach stojących i na bagnach całej kuli ziemskiej, przy czym największe zróżnicowanie osiągają w Australii. W Polsce występują trzy gatunki: wywłócznik kłosowy (M. spicatum), okółkowy (M. verticillatum) i skrętoległy (M. alterniflorum).
Niektóre gatunki, zwłaszcza wywłócznik brazylijski M. aquaticum, uprawiane są w akwariach.

## Morfologia
PokrójByliny wodne, całkowicie zanurzone w wodzie, ukorzeniające się na dnie. Pędy miękkie, wiotkie, pojedyncze lub rozgałęzione.
LiściePodwodne, przeważnie w okółkach po 3 i 4, rzadko skrętoległe, pierzasto podzielone na nitkowate odcinki, w ogólnym zarysie jajowate lub owalne. Liście wynurzone mniejsze, czasem niepodzielone.
KwiatyDrobne, zebrane po 4 w okółkach w nadwodnych, szczytowych kłosach lub w kątach najwyższych liści. W kwiatostanie dolne kwiaty są żeńskie, górne męskie, czasem w środkowej części obecne są kwiaty obupłciowe. Kwiaty męskie mają kielich głęboko rozcięty na 2–4 działki. Płatków jest tyle ile działek, często barwy różowej. Pręcików jest od 2 do 8. Kwiaty żeńskie mają rurkę kielicha zrośniętą z zarodnią. Działki kielicha są 4, bardzo drobne, podobnie małe są łódeczkowate płatki, których u niektórych gatunków brak lub szybko opadają. Zalążnia zwieńczona jest 4 znamionami (brak szyjki słupka).

## Systematyka
Pozycja systematyczna według APweb (aktualizowany system APG IV z 2016)
Rodzaj z rodziny wodnikowatych Haloragaceae tworzącej grupę siostrzaną dla rodziny Penthoraceae, wraz z którą wchodzą w skład rzędu skalnicowców.
Pozycja w systemie Reveala (1993–1999)
Gromada okrytonasienne (Magnoliophyta Cronquist), podgromada Magnoliophytina Frohne & U. Jensen ex Reveal, klasa Rosopsida Batsch, podklasa różowe (Rosidae Takht.), nadrząd Podostemanae R. Dahlgren ex Reveal, rząd wodnikowce (Haloragales Bromhead), podrząd Haloragineae Engl., rodzina wodnikowate (Haloragaceae R. Br. in Flinders), podrodzina wywłócznikowate (Myriophylloideae Coss. & Germ.), plemię Myriophylleae Rchb., rodzaj wywłócznik (Myriophyllum L.).
Wykaz gatunków
- Myriophyllum alpinum Orchard
- Myriophyllum alterniflorum DC. – wywłócznik skrętoległy
- Myriophyllum amphibium Labill.
- Myriophyllum aquaticum (Vell.) Verdc. – wywłócznik brazylijski
- Myriophyllum artesium Halford & Fensham
- Myriophyllum austropygmaeum Orchard
- Myriophyllum axilliflorum Baker
- Myriophyllum bonii Tardieu
- Myriophyllum callitrichoides Orchard
- Myriophyllum caput-medusae Orchard
- Myriophyllum coronatum Meijden
- Myriophyllum costatum Orchard
- Myriophyllum crispatum Orchard
- Myriophyllum decussatum Orchard
- Myriophyllum dicoccum F.Muell.
- Myriophyllum drummondii Benth.
- Myriophyllum echinatum Orchard
- Myriophyllum exasperatum D.Wang, D.Yu & Z.Yu Li
- Myriophyllum farwellii Morong
- Myriophyllum filiforme Benth.
- Myriophyllum foveicola M.D.Barrett, M.L.Moody & R.L.Barrett
- Myriophyllum glomeratum Schindl.
- Myriophyllum gracile Benth.
- Myriophyllum heterophyllum Michx. – wywłócznik różnolistny
- Myriophyllum hippuroides Nutt.
- Myriophyllum humile (Raf.) Morong
- Myriophyllum implicatum Orchard
- Myriophyllum indicum Willd.
- Myriophyllum integrifolium (Hook.f.) Hook.f.
- Myriophyllum intermedium DC.
- Myriophyllum jacobsii M.L.Moody
- Myriophyllum lapidicola Orchard
- Myriophyllum latifolium F.Muell.
- Myriophyllum laxum Shuttlew. ex Chapm.
- Myriophyllum limnophilum Orchard
- Myriophyllum lophatum Orchard
- Myriophyllum mattogrossense Hoehne
- Myriophyllum mezianum Schindl.
- Myriophyllum muelleri Sond.
- Myriophyllum muricatum Orchard
- Myriophyllum oguraense Miki
- Myriophyllum oliganthum (Wight & Arn.) F.Muell.
- Myriophyllum papillosum Orchard
- Myriophyllum pedunculatum Hook.f.
- Myriophyllum petraeum Orchard
- Myriophyllum pinnatum (Walter) Britton, Sterns & Poggenb.
- Myriophyllum porcatum Orchard
- Myriophyllum propinquum A.Cunn.
- Myriophyllum pygmaeum Mattf.
- Myriophyllum quitense Kunth
- Myriophyllum robustum Hook.f.
- Myriophyllum salsugineum Orchard
- Myriophyllum siamense (Craib) Tardieu
- Myriophyllum sibiricum Kom.
- Myriophyllum simulans Orchard
- Myriophyllum sparsiflorum C.Wright
- Myriophyllum spicatum L. – wywłócznik kłosowy
- Myriophyllum striatocarpum M.D.Barrett, M.L.Moody & R.L.Barrett
- Myriophyllum striatum Orchard
- Myriophyllum tenellum Bigelow
- Myriophyllum tetrandrum Roxb.
- Myriophyllum tillaeoides Diels
- Myriophyllum trachycarpum F.Muell.
- Myriophyllum trifidum (Nees) M.L.Moody & Les
- Myriophyllum triphyllum Orchard
- Myriophyllum tuberculatum Roxb.
- Myriophyllum ussuriense (Regel) Maxim.
- Myriophyllum variifolium Hook.f.
- Myriophyllum verrucosum Lindl.
- Myriophyllum verticillatum L. – wywłócznik okółkowy
- Myriophyllum votschii Schindl.

## Zastosowanie
Niektóre gatunki są uprawiane w akwariach lub oczkach wodnych. Są łatwe w uprawie i dobrze rozrastają się, jeśli tylko mają możliwość ukorzenienia się. Najlepiej rosną w pełnym słońcu. Rozmnaża się je łatwo przez ukorzenianie oderwanych fragmentów pędu.
Rośliny z tego rodzaju stosowane są w roślinnych oczyszczalniach ścieków, do karmienia zwierząt, polerowania drewna oraz w ziołolecznictwie, jako zioła o działaniu przeciwgorączkowym i przeciwbiegunkowym.
Wywłócznik kłosowy wykorzystywany był w Ameryce Północnej przez rdzenną ludność jako pożywienie głodowe.